# アスナール2世・ガリンデス
アスナール2世・ガリンデス（スペイン語：Aznar II Galíndez, 893年没）は、アラゴン伯（在位：867年 - 893年）。

## 生涯
アスナール2世・ガリンデスはアラゴン伯ガリンド1世・アスナーレスの息子で、867年に父の跡を継ぎアラゴン伯となった。パンプローナ王ガルシア・イニゲスの娘オネカ・ガルセス・デ・パンプローナと結婚し、3人の子女をもうけた。
- ガリンド2世・アスナーレス（922年没） - アラゴン伯[2]
- サンチャ - ウエスカのワーリー・ムハンマド・アル・タウィールと結婚[2]
- ガルシア・アスナーレス[2]

アスナール2世は893年に死去した